# Ana Caro de Mallén
Œuvres principales
El conde Partinuplés, Valor, agravio y mujer
Ana Caro de Mallén y Soto,  née Ana María Caro Mallén y Torres en 1590 à Séville ou Grenade (Andalousie) et morte en 1650, est une poétesse et dramaturge espagnole du Siècle d'or.

## Biographie
Le lieu de sa naissance d'Ana María Caro de Mallén est indéfini, certaines études laissent supposer qu'elle est née à Grenade car il semble qu'elle soit la sœur de Juan Caro de Mallén y Soto, né à Grenade, écuyer (es) major d'Elvira Ponce de León.
Son activité poétique est attestée depuis au moins 1628, lors de sa participation à une Relation lors des fêtes offertes par Séville aux martyrs du Japon. En 1637, à Madrid, elle écrit le poème élogieux « Contexto de las reales fiestas madrileñas del Buen Retiro » (« Contexte des fêtes royales madrilènes de la Bonne Retraite »). Elle est la grande amie de la romancière María de Zayas y Sotomayor. Les deux femmes vivent ensemble à Madrid, gagnant leurs vies comme écrivains, indépendantes de tout homme. Les journaux, lettres et commentaires de contemporains comme Alonso de Castillo Solórzano, et les spécialistes modernes, comme Maroto Camino, amènent à penser qu’elles forment un couple qui exprime son amour tant spirituel que physique. Ana Cher Mallén de Soto est reconnue par ses collègues masculins, entre autres Juan de Matos Fragoso (es) et Luis Vélez de Guevara, qui la mentionne dans El diablo cojuelo comme la « dixième muse sévillane ». Elle obtient la faveur et la protection du Gaspar de Guzmán, comte d'Olivares et du conseil municipal sévillan. Celui-ci est touché par quelques-unes de ses , ce qui en fait l'une des premières écrivaines considérées professionnelles. Rodrigo Cher écrit, dans Varones insignes en letras naturales de la ilustrísima ciudad de Sevilla, qu'elle remporte de nombreux concours poétiques ou littéraires et qu'elle est célèbre à son époque.
Elle assiste à l'Académie Littéraire du Comte de la Tour et écrit surtout des poèmes longs sur des événements, célébrations et fêtes publiques, par exemple Roman pour la victoire du Tétouan (1633). Depuis au moins 1628, elle occupe une position enviable dans le champ littéraire, comme le montrent les commissions successives qu'elle reçoit pour écrire diverses relations sur des événements importants courants. Outre sa capacité créatrice, elle utilise avec habilité ses contacts dans les cercles de la noblesse sévillane proche du comte d'Olivares, ce qui lui permet de gagner sa vie avec l'écriture, surtout grâce à ces commissions officielles, alliant le mécénat avec le marché éditorial stable. Ses poèmes s'adaptent clairement au discours dominant, aux faits religieux et aux politiques de l'actualité, que l'auteur loue, en profitant de l'espace des prologues, débuts et fermetures de poèmes pour faire état du sujet abordé et de son regard sur les thèmes qu'elle traite. 

## Thématique et esthétique
L'œuvre poétique connue d'Ana Caro de Mallén comprend quatre relations éditées entre 1628 et 1637, les trois premières à Séville et la dernière à Madrid. ils aussi se conservent de cette auteur cinq poèmes sueltos en des différentes œuvres.
À l'égard de son œuvre théâtrale, elle écrit deux comédies : El conde Partinuplés (« Le comte Partinuplés »), publiée en 1653, et Valor, agravio y mujer (« Valeur, offense et femme »). Dans Loa sacramental (« Louange sacramentelle »), elle joue avec les divers parlers de la ville. Elle est chargée d'écrire les autos sacramentales pour la Fête-Dieu de Séville entre 1641 et 1645, mais seuls quelques titres sont préservés : La cuesta de la Castilleja (« La côte de la Castilleja »), La puerta de la Macarena (« La porte de la Macarena ») et Coloquio entre dos (« Colloque entre deux »).
Dans ses pièces de théâtre, elle construit adroitement des conflits et crée des personnages féminins de grande force. El conde Partinuplés est une comédie chevaleresque sur les légendes arthuriques et carolingiennes, entremêlées d'histoires mythologiques. Elle inclut des effets scéniques pour une comédie pleine d'enchantements, d'intrigues, de batailles, de tournois, de guerres etc. Valor, agravio y mujer est une comédie d'imbroglios qui se passe dans un palais et qui développe, en l'inversant, le mythe de Don Juan, avec des allusions au Barbier de Séville. La pièce s'appuie sur le cliché de la femme habillée en homme et Ana Caro de Mallén y joue des conventionalismes avec habilité.
Le parcours littéraire d'Ana Caro de Mallén, sa position de premier plan parmi les écrivains soutenus par le pouvoir, une culture alliant la poésie et le théâtre, et le revenu tiré de son travail complètent le profil professionnel de cette écrivaine du XVIIe siècle. Son succès professionnel et économique demeure particulier dans le contexte de la position de la femme dans la culture à l'époque baroque.

## Œuvres
- 1628 - (es) Relación en que se da cuenta de las grandiosas fiestas que en el Convento de N. P. S. Francisco de la Ciudad de Sevilla se han hecho a los Santos Mártires de Japón (« Relation qui rend compte des grandioses fêtes que dans le Couvent de N. P. S. Francisco de la Ville de Séville sont offertes aux Saints Martyrs du Japon »), Séville, Pedro Gómez.
- 1633 - (es) Grandísima vitoria que alcanzó de los moros de Tetuán Iorge de Mendoça y Piçaña, general de Ceuta, quitándoles gran suma de ganados cerca de las mismas puertas de Tetuán (« Grandíssime victoire qu'a obtenue des Maures du Tétouan Iorge de Mendoça et Piçaña, général de Ceuta, en leur enlevant grande quantité de bétails près des portes mêmes du Tétouan »), Séville, Simón Fajardo.
- 1635 - (es) Relación de la grandiosa fiesta y octava que en la Iglesia parroquial del glorioso arcángel san Miguel de la ciudad de Sevilla hizo don García Sarmiento de Sotomayor, conde de Salvatierra, marqués de Sobroso, Gentilhombre de la Cámara del rey, nuestro señor y del serenísimo Infante, caballero de la orden de Santiago, asistente y maese de campo general de la gente de guerra de Sevilla y su partido por su majestad (« Relation de la grandiose fête et huitième que dans l'Église paroissiale du glorieux archange san Miguel de la ville de Séville a fait monsieur García Sarmiento de Sotomayor, conde de Salvatierra, marqués de Sobroso, Gentilhomme de la Chambre du roi, notre monsieur et du sérénissime Infant, cavalier du mandat de Santiago, assistant et intendant du camp de l'infanterie de Séville et son parti par sa Majesté »), Séville, Andrés Grande.
- 1637 - (es) Contexto de las reales fiestas que se hicieron en el Palacio del Buen Retiro (« Contexte des réelles fêtes qui se donnent au Palais de la Bonne Retraite »), Madrid, Imprenta del Reino.